# Joseph Adam Ayblinger
Joseph Adam Ayblinger (* 18. März 1664 in Augsburg; † 21. Dezember 1722 in Salzburg) war ein deutscher Jurist und Hochschullehrer in Salzburg.

## Leben
Joseph Adam Ayblinger (auf der Grabinschrift: Aybling; modernisierte Schreibweise: Aiblinger) wurde 1664 in Augsburg geboren, wo sein Vater Marquard Jakob Ayblinger Verwalter der sog. Fuggerei war. 1683 begann er mit dem Studium beider Rechte an der Jesuitenuniversität in Dillingen, das er 1684 an der Benediktineruniversität in Salzburg fortsetzte. Wohl aus Kostengründen zunächst nicht promoviert, praktizierte er einige Jahre als Anwalt, bis er 1697 auf den Lehrstuhl der Institutionen nach Dillingen berufen wurde. Im selben Jahr ließ er sich doch noch in Salzburg promovieren. Die Festrede zur Promotionsfeier hielt der Prokanzler der Universität, P. Paul Mezger. Sie erschien auch im Druck.
Nach dem überraschenden Tod des erst 37-jährigen Salzburger Rechtsprofessors Johann Anton Lindner 1698 bewarb sich Ayblinger um dessen Nachfolge auf den Lehrstuhl für die Institutionen, die er schließlich am 10. Mai 1700 auch erhielt, nachdem der zunächst ausgewählte Münchener Hofgerichtsadvokat Johann Caspar von Böcken nach wenigen Monaten das Amt des Salzburger Stadtsyndikus übernommen hatte. Fürsterzbischof Johann Ernst Graf Thun verlieh Ayblinger 1702 den Ratstitel, den dessen Nachfolger Franz Anton Fürst von Harrach 1709 bestätigte. 1717 wurde Ayblinger auf den höherwertigen Lehrstuhl der Pandekten befördert.
Als Professor publizierte Ayblinger mehrere juristische Werke und vertrat als Anwalt Klienten. Da er sich dadurch 1710 wegen angeblicher Formfehler den Unmut des Hofgerichts zuzog, erteilte ihm der Rektor der Universität auf Verlangen des Hofkanzlers einen „ernstlichen Verweis“. Auch die Advokaten beschwerten sich beim Hofgericht gegen seine Rechtsauskünfte. Ayblinger berief sich zur Verteidigung auf die ihm im Dienstvertrag zugestandene „freie Praxis“.
Sechsmal wurde Ayblinger zum Dekan der juristischen Fakultät gewählt, resignierte aber am 16. November 1722 das Dekanat aus gesundheitlichen Gründen. Er starb am 21. Dezember 1722 und wurde in der letzten noch freien Sitzkammer in der Gruft des Sacellums beigesetzt. Seine Witwe Maria Ludovika Schmid versuchte vergeblich, auf das Berufungsverfahren des Nachfolgers Einfluss zu nehmen. Um sich und ihre fünf überlebenden Kinder versorgen zu können, ersuchte sie den Rektor, nur einen Kandidaten anzustellen, der ihre älteste Tochter heiraten würde. Später nahm sie adelige Studenten zur Miete auf, denen ihr ältester Sohn Nachhilfeunterricht erteilte.

## Werke
- Commentarius ad quinquaginta libros digestorum, seu pandectarum scientifica methodo concinnatus, ac Iustinianei iuris principia monitis hodierni usus hinc […]. Augustae Vindelicorum : sumptibus Martini Veith
- Via Ad Altiorem Jurisprudentiam, Seu Commentatio Ad Institutiones Imperiales D. Justiniani. Salzburg